# Солана-де-Ріоальмар
Солана-де-Ріоальмар (ісп. Solana de Rioalmar) — муніципалітет в Іспанії, у складі автономної спільноти Кастилія-і-Леон, у провінції Авіла. Населення — 230 осіб (2010).
Муніципалітет розташований на відстані близько 120 км на захід від Мадрида, 27 км на захід від Авіли.

## Демографія
Динаміка населення (INE ):